# Endothenia gentianaeana
Endothenia gentianaeana là một loài bướm đêm thuộc họ Tortricidae. Nó được tìm thấy ở hầu hết châu Âu, phía đông đến Hàn Quốc và Cận Đông. Nó cũng được tìm thấy ở Bắc Mỹ và Hawaii.
Sải cánh dài 15–19 mm. Con trưởng thành bay vào tháng 6 và tháng 7 ở Tây Âu.
Ấu trùng của loài này ăn hạt của loài thực vật Dipsacus fullonum.